# Paratropis cryptica
Espèce
Paratropis cryptica est une espèce d'araignées mygalomorphes de la famille des Paratropididae.

## Distribution
Cette espèce est endémique de la province de Napo en Équateur,. Elle se rencontre vers Tena, Misahualli et Aliñahui.

## Description
La femelle holotype mesure 17,74 mm et le mâle paratype 11,76 mm.

## Systématique et taxinomie
Cette espèce a été décrite par Dupérré et Tapia en 2024.

## Publication originale
- Dupérré & Tapia, 2024 : « Seven new species of the enigmatic spider genus Paratropis Simon, 1889 (Mygalomorphae, Paratropididae) from Ecuador. » Zootaxa, no 5519(4), p. 451-486.